# Язва желудка
Язва желудка (лат. Ulcus gastrica) — язвенная болезнь желудка (ЯБЖ) — локальный дефект слизистой оболочки желудка (иногда с захватом подслизистого слоя), образующийся под действием соляной кислоты, пепсина и желчи и вызывающий на этом участке трофические нарушения. Секреция кислоты в желудке при этом обычно не увеличивается.
Язвенная болезнь характеризуется рецидивирующим течением, то есть чередованием периодов обострений (чаще весной или осенью) и периодов ремиссии. В отличие от эрозии (поверхностного дефекта слизистой), язва заживает с образованием рубца.
Язвенная болезнь присутствует примерно у 4 % населения Земли. В 2015 году первично новые язвы были обнаружены у 87,4 миллиона человек во всём мире.

## Виды
| Название                                                                              | Код МКБ-10 |
| ------------------------------------------------------------------------------------- | ---------- |
| Язва желудка острая с кровотечением                                                   | K25.0      |
| Язва желудка острая с прободением                                                     | K25.1      |
| Язва желудка острая с кровотечением и прободением                                     | K25.2      |
| Язва желудка острая без кровотечения и прободения                                     | K25.3      |
| Язва желудка хроническая или неуточнённая с кровотечением                             | K25.4      |
| Язва желудка хроническая или неуточнённая с прободением                               | K25.5      |
| Язва желудка хроническая или неуточнённая с кровотечением и прободением               | K25.6      |
| Язва желудка хроническая без кровотечения и прободения                                | K25.7      |
| Язва желудка не уточнённая как острая или хроническая без кровотечения или прободения | K25.9      |

## Патогенез

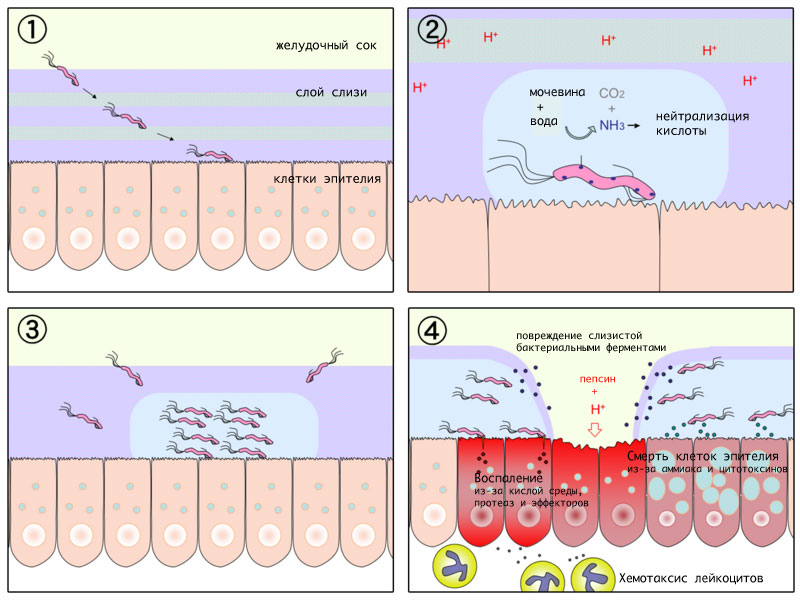
Схематическое изображение патогенеза язвы желудка:
1, H. pylori проникает через слой слизи в желудке хозяина и прикрепляется к эпителиальным клеткам;
2, Бактерии катализируют превращение мочевины в аммиак, нейтрализуя кислотную среду желудка;
3, Размножаются, мигрируют и образуют инфекционный центр;
4, В результате разрушения слизистой, воспаления и смерти клеток эпителия образуются изъязвления желудка

Нормальное функционирование слизистой оболочки желудка протекает в условиях воздействия на слизистую двух групп факторов:
1. защитных факторов;
2. агрессивных, разрушающих факторов.

К факторам 1-й группы относится слизь, вырабатываемая слизистой оболочкой желудка. Данная слизь препятствует обратной диффузии протонов к слизистой.
К факторам 2-й группы относятся: желудочный сок (содержащий соляную кислоту и пепсин — фермент, осуществляющий переваривание белковых соединений), являющийся агрессивным агентом для клеток, и инфекционный фактор — микроб Хеликобактер — Helicobacter pylori (в случае инфицирования им). Возникновение язвенного дефекта происходит, когда разрушительное действие на слизистую желудка агрессивных факторов начинает преобладать над действием защитных факторов. Заметное количество язвенных поражений желудка связаны с инфицированием микроорганизмом Helicobacter pylori, спиралевидной ацидофильной бактерией, живущей в кислом содержимом желудка и в его слизистой оболочке. Однако лишь небольшое число инфицированных носителей Helicobacter pylori заболевают клинически выраженной язвенной болезнью желудка или двенадцатиперстной кишки либо гастритом с повышенной кислотностью. Причины того, что заболевает меньшая часть инфицированных этим микроорганизмом, не ясны: по-видимому, имеет значение состояние общего и местного иммунитета, неспецифические защитные факторы слизистой желудка (секреция бикарбонатов, защитной слизи), исходная (до заражения) кислотность и ферментативная активность желудочного содержимого и т. д.
По последним уточнённым данным (каким?), 38 % язв желудка во всём мире связаны с инфекцией H. pylori. Второй частой причиной образования язв желудка является приём нестероидных противовоспалительных препаратов. К более редким причинам относятся: аденокарцинома, карциноид, пенетрация опухолей соседних органов, саркома, лейомиома, инородные тела, сахарный диабет, болезнь Крона, лимфома, сифилис, туберкулёз, ВИЧ-инфекция.
Возникновению язвы желудка способствуют также курение, злоупотребление алкоголем (в особенности крепкими спиртными напитками), кофе и другими кофеинсодержащими напитками, нервно-психическое перенапряжение, стрессы, депрессия, тревожные состояния, когда в результате повышения тонуса блуждающего нерва происходит усиление секреции желудочного сока (так называемая «стрессовая язва»), острые боли при тяжёлых травмах, ожогах, сопровождающиеся развитием травматического шока (так называемая «шоковая язва»), бессистемное питание, питание всухомятку, злоупотребление полуфабрикатами и концентратами, пряностями, кислой, острой, перчёной, солёной, копчёной, жареной, слишком горячей, слишком холодной или иным образом термически, химически или механически раздражающей пищей, газированными напитками. У части больных обострение симптоматики вызывает также употребление больших количеств сладкого или сдобы, по-видимому, вследствие повышения секреции инсулина и сопутствующего повышения кислотности и секреции пепсина.

## Клинические проявления язвенной болезни
Симптомы язвенной болезни зависят от расположения язвы, длительности болезни, индивидуальной чувствительности больного к боли.
Основным симптомом язвы является боль в эпигастральной области. Если язва локализована в желудке, боли возникают, как правило, после еды, при локализации в двенадцатиперстной кишке, возникают «голодные боли» —натощак; употребление пищи обычно приносит облегчение.
Другими симптомами язвенной болезни могут быть:
- кислая отрыжка или изжога;
- снижение массы тела;
- рвота и тошнота после еды.

## Диагностика
- Клинический анализ крови.

Клинический анализ крови при не осложнённом течении язвенной болезни чаще всего остается без существенных изменений. Иногда отмечается незначительное повышение содержания гемоглобина и эритроцитов, но может обнаруживаться и анемия, свидетельствующая о явных или скрытых кровотечениях. Лейкоцитоз и ускорение СОЭ встречаются при осложнённых формах язвенной болезни.
- Анализ кала на скрытую кровь.
- Исследование кислотообразующей функции желудка, которое проводится с помощью pH-метрии (в последние годы — с помощью суточного мониторинга внутрижелудочного pH).

При язвах тела желудка и субкардиального отдела обычно отмечаются нормальные или сниженные показатели кислотной продукции.
- Рентгенологический метод исследования.

При рентгенологическом исследовании с двойным тугим контрастированием барием, обнаруживается прямой признак язвенной болезни — «ниша» на контуре или на рельефе слизистой оболочки и косвенные признаки заболевания.
- Эндоскопический метод исследования.

Наиболее информативным в диагностике язвенной болезни желудка и 12-перстной кишки является эндоскопическое исследование, которое визуально подтверждает наличие язвенного дефекта, позволяет уточнить его локализацию, глубину, форму, размеры, позволяет оценить состояние дна и краев язвы, выявить сопутствующие изменения слизистой оболочки. При проведении эндоскопического исследования имеется возможность произвести прицельную биопсию — «отщипывание» кусочка ткани из краев или дна язвенного дефекта посредством специального инструментария. Полученный таким образом биоптат (кусочек ткани) направляется на гистологическое исследование, которое позволяет выявить возможную раковую природу обнаруженного язвенного дефекта (язвенная форма рака желудка).
- Биопсия с последующим гистологическим исследованием полученного материала.

Данное исследование даёт возможность исключить злокачественный характер язвенного поражения.
- Исследования наличия в слизистой оболочке желудка Helicobacter pylori.
- Электрогастроэнтерография и антродуоденальная манометрия — позволяют выявить нарушения гастродуоденальной моторики.

## Лечение

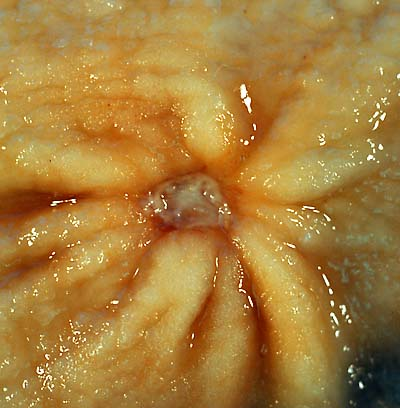
Доброкачественное язвенное поражение антрального отдела желудка.

Уже более 10 лет основой терапии является эрадикация Helicobacter pylori в случае её обнаружения. Состояние больного может улучшиться после приёма антацидных лекарственных препаратов, однако большинство язв лечится с помощью антисекреторных лекарственных веществ.
Подавление секреции соляной кислоты в желудке с помощью лекарственных препаратов приводит к снижению кислотности желудочного сока. Доза антисекреторных средств подбиралась всегда индивидуально, потому что неадекватное количество препарата в одном случае приводит к неэффективной терапии и длительному существованию язвы (как известно, чем дольше язвенный дефект остается открытым, тем больше вероятность развития осложнений, при рубцевании возникают более сильные деформации, риск малигнизации краёв и дна язвы очень существенно повышается), в другом случае (передозировка) — к глубокому и длительному подавлению секреторной функции желудка и, как следствие, усилению процессов брожения, нарушению нормального переваривания и изменению микрофлоры (дисбактериозу).
Также для лечения язвы желудка применяются витаминные препараты: витамин B5 (пантотеновая кислота) и U (метилметионинсульфония хлорид).
Пантотеновая кислота (витамин В5) оказывает мощный репаративный эффект на слизистые. Недостаток в организме пантотеновой кислоты приводит к образованию в желудке избытка соляной кислоты. Повышенные дозы пантотеновой кислоты, наоборот, тормозит секреторную функцию желудка. Также пантотеновая кислота стимулирует перистальтику кишечника.
Витамин U (метилметионинсульфония хлорид) способствует уменьшению желудочной секреции и обуславливает обезболивающий эффект. Это достигается за счет того, что витамин U участвует в реакциях метилирования биогенных аминов. Например, метилируя гистамин, витамин U превращает его в неактивный N-метилгистамин.

## Прогноз
Прогноз заболевания условно благоприятный, при адекватном своевременном лечении качество жизни не страдает, трудоспособность полностью восстанавливается. Однако возможно развитие ряда угрожающих жизни осложнений, таких как кровотечение из язвенного дефекта, или прободение язвы, и как следствие развитие перитонита.

## Язва и армия
Медицинское освидетельствование в военном комиссариате при наличии язвы проводится в соответствии с 58 статьей Расписания болезней. В зависимости от степени функциональных нарушений, вызванных язвенной болезнью, призывнику может быть присвоена категория годности «Д» (не годен) или «В» (ограниченно годен).
Освобождение от призыва по категории годности «Д» происходит при наличии у призывника:
- язвенной болезни желудка, осложненной пенетрацией, стенозом пилоробульбарной зоны, сопровождающейся нарушением питания (ИМТ 18,5 — 19,0 и менее), при наличии противопоказаний к хирургическому лечению или отказе от него;
- язвенной болезни, осложненной массивным гастродуоденальным кровотечением, в течение первого года после указанного осложнения.

При других формах проявления заболевания призывная комиссия утверждает категорию годности «В». Исключение — обострение язвенной болезни в момент прохождения мероприятий, связанных с призывом. В этом случае молодой человек может быть временно освобожден от военной службы по категории годности «Г». По результатам повторного медицинского освидетельствования, проводимого после окончания сроков отсрочки, выносится итоговое решение о призыве.